# National League 1
La Liga Nacional 1 (en inglés National League 1) es la tercera categoría oficial de clubes de rugby de Inglaterra.
En la actualidad cuenta con 16 equipos, el campeón obtiene el ascenso a la RFU Championship, la segunda división profesional de Inglaterra.

## Competición

### Formato
La temporada regular de la National League va de septiembre a mayo y consta de 30 jornadas, en las que cada club juega contra su rival en casa y fuera. Durante un partido de la National League, los puntos que recibe cada equipo para la clasificación de la liga pueden ser ganados de varias formas distintas:
- 4 puntos por una victoria.
- 2 puntos por un empate.
- 1 punto de bonus por perder por 7 puntos o menos.
- 1 punto de bonus por marcar 4 tries o más en un partido.
- 0 puntos por una derrota.

Tras las 30 jornadas de la temporada regular, el equipo que obtiene el primer puesto, se corona como campeón del torneo, además asciende directamente al RFU Championship.
Mientras que los últimos tres lugares descienden directamente a la National League 2, cuarta categoría del rugby de Inglaterra.

## Campeonatos
| Edición | Temporada | Campeón                            | Subcampeón                         |                                    |
| ------- | --------- | ---------------------------------- | ---------------------------------- | ---------------------------------- |
| I       | 1987-88   | Wakefield RFC                      | West Hartlepool RFC                |                                    |
| II      | 1988-89   | Plymouth Albion                    | Rugby Lions                        |                                    |
| III     | 1989-90   | London Scottish                    | Wakefield RFC                      |                                    |
| IV      | 1990-91   | West Hartlepool RFC                | Morley RFC                         |                                    |
| V       | 1991-92   | Richmond FC                        | Flyde RC                           |                                    |
| VI      | 1992-93   | Otley RUFC                         | Havant RFC                         |                                    |
| VII     | 1993-94   | Coventry RFC                       | Flyde RC                           |                                    |
| VIII    | 1994-95   | Bedford Blues                      | Blackheath FC                      |                                    |
| IX      | 1995-96   | Coventry RFC                       | Richmond FC                        |                                    |
| X       | 1996-97   | Exeter Chiefs                      | Flyde RC                           |                                    |
| XI      | 1997-98   | Worcester Warriors                 | Leeds Tykes                        |                                    |
| XII     | 1998-99   | Henley Hawks                       | Manchester RC                      |                                    |
| XIII    | 1999-00   | Otley RUFC                         | Birmingham & Solihull              |                                    |
| XIV     | 2000-01   | Bracknell RFC                      | Rugby Lions                        |                                    |
| XV      | 2001-02   | Orrell RUFC                        | Plymouth Albion                    |                                    |
| XVI     | 2002-03   | Penzance-Newlyn                    | Henley Hawks                       |                                    |
| XVII    | 2003-04   | Sedgley Park                       | Nottingham RFC                     |                                    |
| XVIII   | 2004-05   | Doncaster Knights                  | Newbury RFC                        |                                    |
| XIX     | 2005-06   | Moseley RFC                        | Waterloo RFC                       |                                    |
| XX      | 2006-07   | Esher RFC                          | Launceston RUFC                    |                                    |
| XXI     | 2007-08   | Otley RUFC                         | Manchester RC                      |                                    |
| XXII    | 2008-09   | Birmingham & Solihull              | Cambridge RUFC                     |                                    |
| XXIII   | 2009-10   | Esher RFC                          | London Scottish                    |                                    |
| XXIV    | 2010-11   | London Scottish                    | Barking RFC                        |                                    |
| XXV     | 2011-12   | Jersey Reds                        | Ealing Trailfinders                |                                    |
| XXVI    | 2012-13   | Ealing Trailfinders                | Esher RFC                          |                                    |
| XXVII   | 2013-14   | Doncaster Knights                  | Rosslyn Park                       |                                    |
| XXVIII  | 2014-15   | Ealing Trailfinders                | Rosslyn Park                       |                                    |
| XXIX    | 2015-16   | Richmond FC                        | Hartpury College                   |                                    |
| XXX     | 2016-17   | Hartpury College                   | Plymouth Albion                    |                                    |
| XXXI    | 2017-18   | Coventry RFC                       | Darlington Mowden Park             |                                    |
| XXXII   | 2018-19   | Ampthill RUFC                      | Old Elthamians                     |                                    |
| XXXIII  | 2019-20   | Richmond FC                        | Rams RFC                           |                                    |
| XXXIV   | 2020-21   | Cancelado por pandemia de COVID-19 | Cancelado por pandemia de COVID-19 | Cancelado por pandemia de COVID-19 |
| XXXV    | 2021-22   | Caldy RFC                          | Sale FC                            |                                    |
| XXXVI   | 2022-23   | Cambridge R.U.F.C.                 | Rams RFC                           |                                    |
| XXXVI   | 2023-24   | Chinnor R.F.C.                     | Rams RFC                           |                                    |
| XXXVII  | 2024-25   | Richmond FC                        | Rosslyn Park                       |                                    |
| XXXVIII | 2025-26   | A disputarse                       | A disputarse                       | A disputarse                       |